# Волков, Станислав Витальевич
Станислав Витальевич Волков — советский и российский автомобильный дизайнер. Один из создателей внешнего облика модельного ряда автомобилей «ГАЗ».

## Биография
Родился в 1937 году в Ярославле. Окончил местное художественное училище, а затем Ленинградское высшее художественно-промышленное училище им. В. И. Мухиной.
В 1963 году получил направление на Горьковский автозавод, в художественно-конструкторское бюро, где проработал 36 лет, занимаясь художественным конструированием автомобилей марки «ГАЗ» нескольких поколений.
С 1968 года он становится ведущим художником-конструктором автозавода.
С 1974 по 1987 год С.В. Волков возглавлял группу в ХКБ внешних форм.
С 1987-го по 1999 год он возглавлял художественно-конструкторское бюро управления конструкторских и экспериментальных работ (УКЭР).
В свободное время на протяжении 25 лет Станислав Волков работал в автозаводском Доме пионеров, прививая подрастающему поколению интерес к изобретательству и моделированию оригинальной автомототехники.
В 1999 году Станислав Витальевич ушел на пенсию.
Умер 27 декабря 2000 года.

## Разработки
Под его руководством были созданы внешняя форма и интерьер целого ряда автомобилей: 

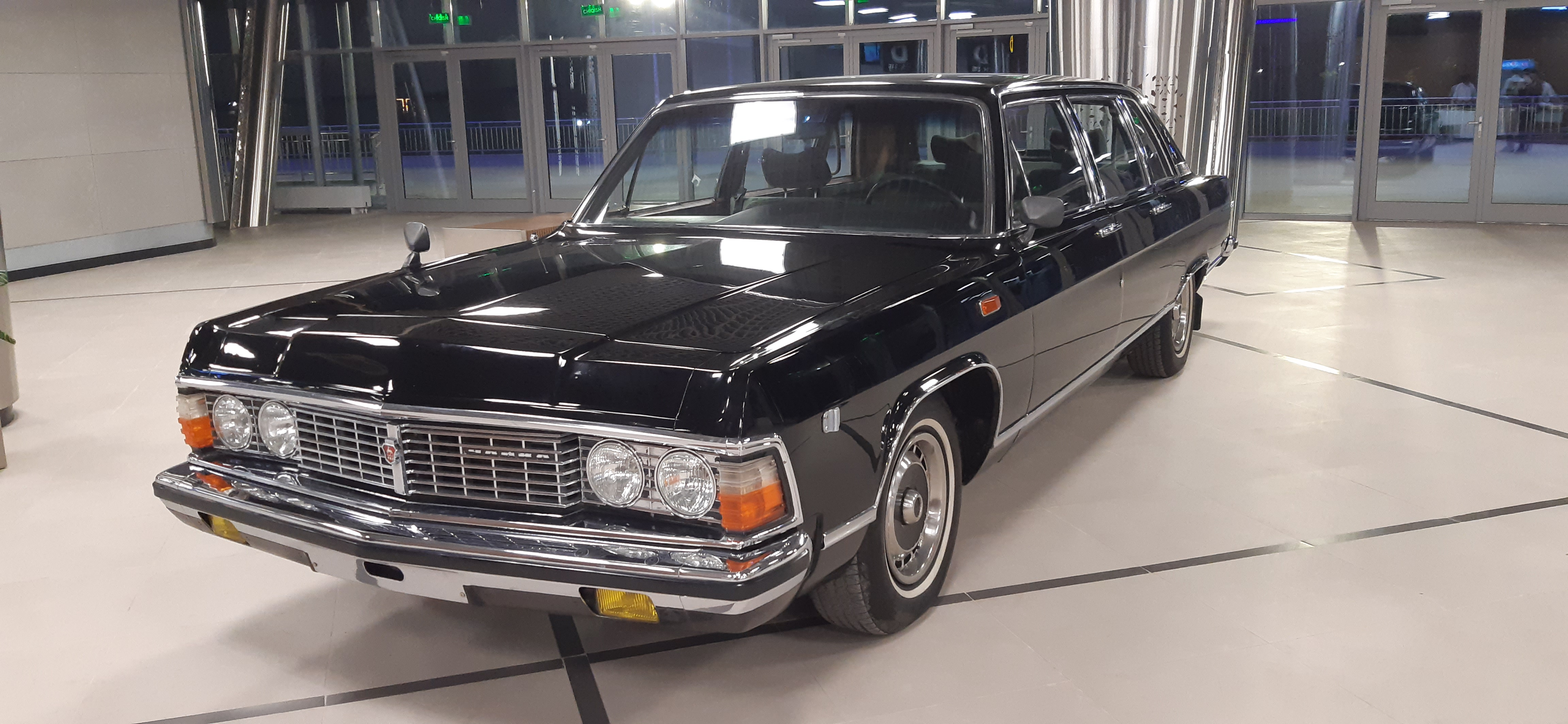
ГАЗ-14 «Чайка»

- ГАЗ-14 «Чайка» (дизайн был отмечен бронзовой медалью ВДНХ СССР);
- ГАЗ-3102 «Волга»;
- грузовых автомобилей семейства ГАЗ-4301/3307; ГАЗ-3301 и ГАЗ-3308 «Садко»;

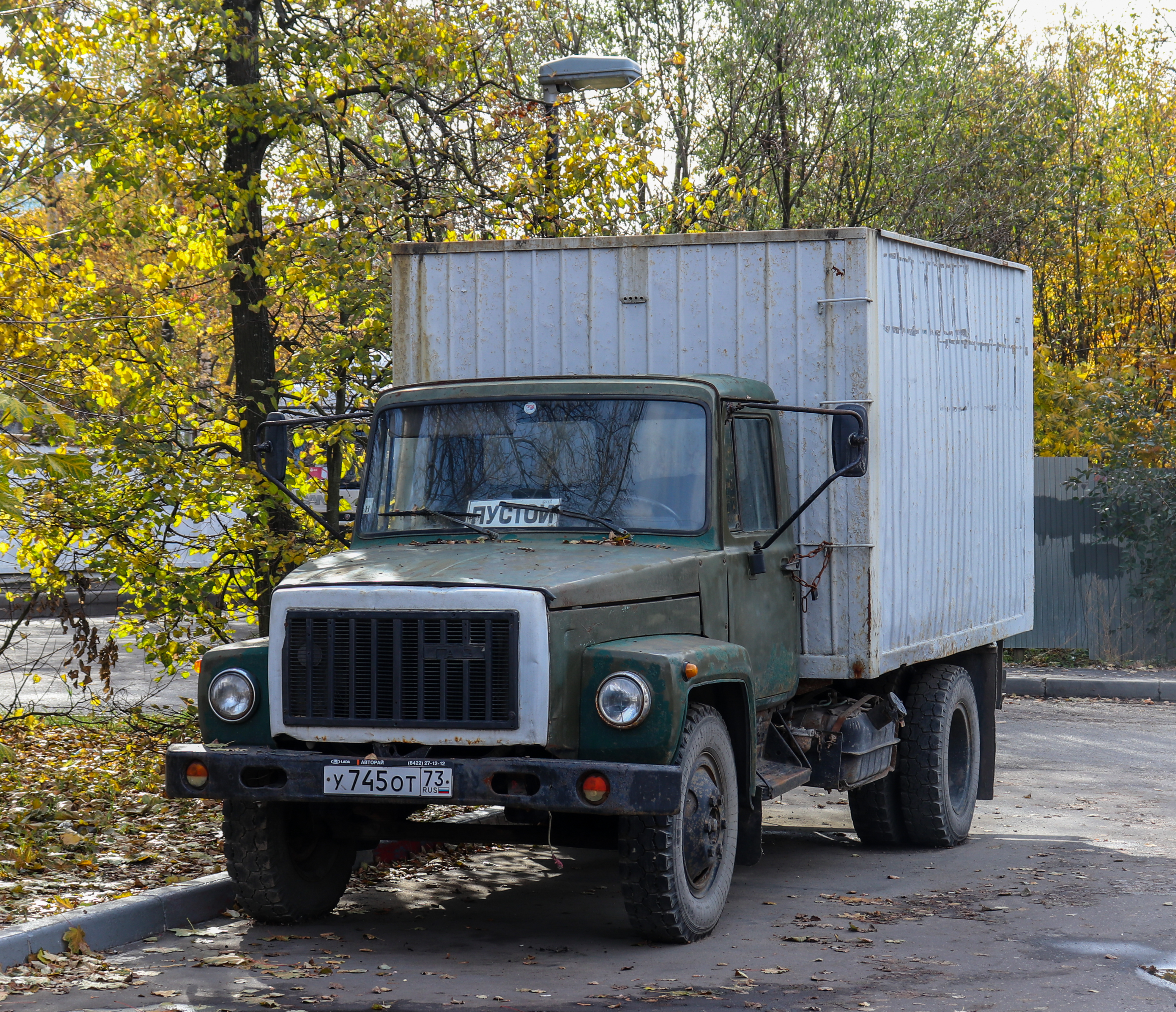
ГАЗ-3307

- малых грузовых авто ГАЗ-3302 «ГАЗель» (удостоен первого места на Всероссийском конкурсе «Дизайн 94»).

Наряду с принятыми к производству проектами Станислав Витальевич выполнил бесчисленное количество демонстрационных и поисковых макетов автомобилей, детский педальный автомобиль, катер на подводных крыльях для Сормовского судостроительного завода, электрокамин «Кварц» для Московского электротехнического завода, упаковочные коробки для конфет Сормовской кондитерской фабрики, вариант проекта памятника автозаводцам, погибшим на полях сражений в Великой Отечественной войне, а также проекты Автозаводского парка культуры и отдыха 3-й очереди и реконструкции сквера на проспекте Ильича. Ему принадлежит идея написания названия легкового автомобиля «Жигули» для ВАЗа (вместо предлагавшегося «Волжанин»).
Всего у Станислава Волкова 18 свидетельств и патентов на промышленные образцы и изобретения.
Помимо этого Станислав Витальевич основательно занимался живописью.

## Награды и премии
- 1970 год — «Отличник соцсоревнования Министерства автомобильной промышленности СССР».
- 1974 год — «Отличник соцсоревнования СССР».
- 1989 год — «Ветеран труда СССР»
- 1994 год — «Заслуженный конструктор Российской Федерации».
- 1994 год — «Заслуженный автозаводец».